# Artur Benni
Artur Wilhelm Benni (ur. 27 listopada 1839 w Tomaszowie Mazowieckim, zm. 27 grudnia 1867 w Rzymie) – aktywista socjalistyczny, rewolucjonista, bojownik o wolność Polski, Rosji i Włoch, dziennikarz, publicysta, tłumacz.

## Rodzina

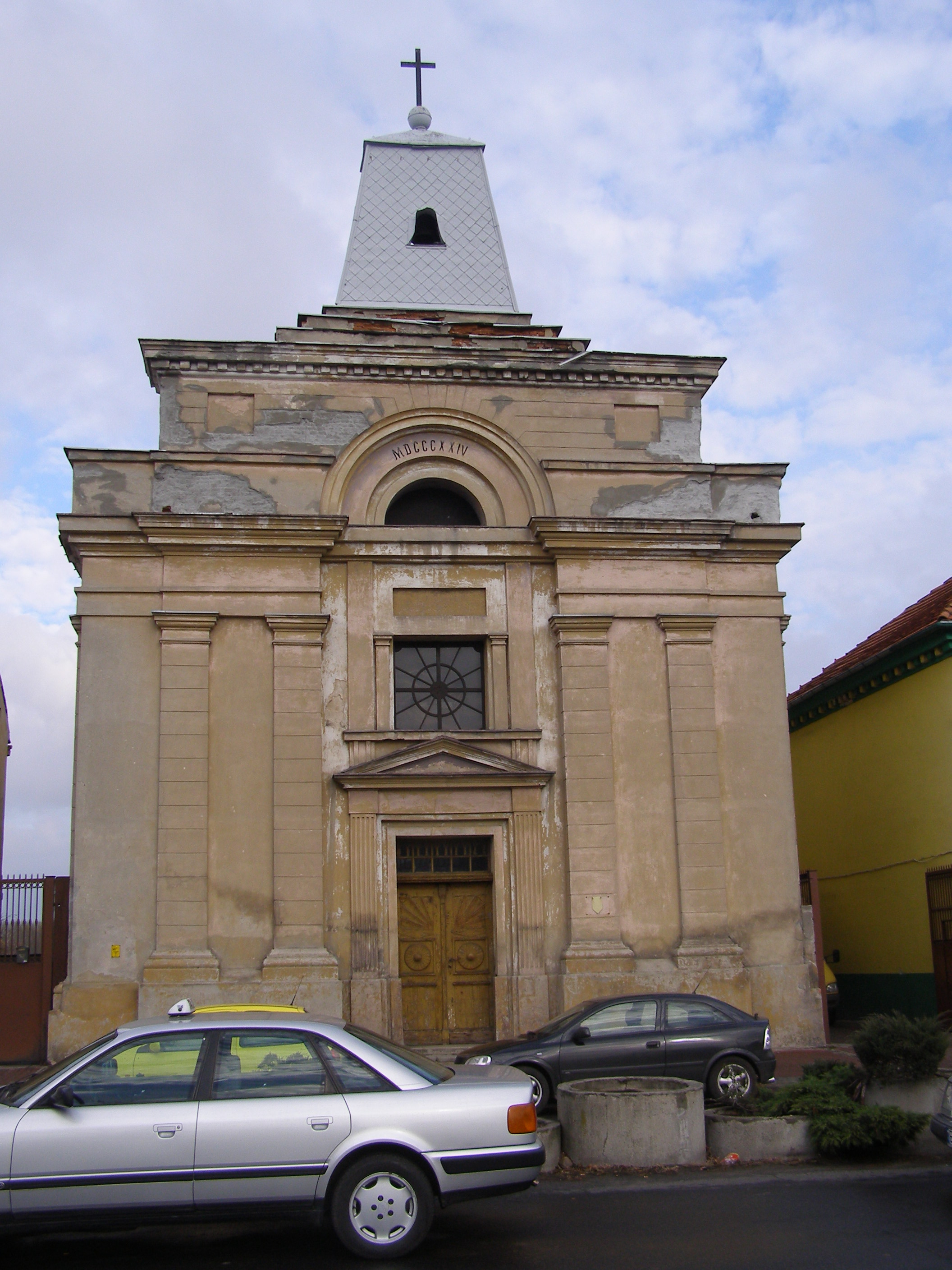
Dawny kościół ewangelicki w Tomaszowie Mazowieckim, gdzie Jan Jakub Benni, ojciec Artura, pełnił posługę pasterską

Artur Benni był synem tomaszowskiego pastora luterańskiego Jana Jakuba Benniego (1800–1863) i Angielki Marii Anny White (1800–1874). Otrzymał na chrzcie dwa imiona (Arthur, William) występujące tradycyjnie w rodzinie White'ów (Arthur White, pracownik brytyjskiej służby dyplomatycznej, był jego dziadkiem). Miał dwie starsze siostry i dwóch braci Hermana (1834–1900), pastora ewangelickiego, nauczyciela, i Karola Abrahama Henryka (1843–1916), doktora medycyny. Bliskim jego krewnym (kuzynem) był William Arthur White (1824–1891), wybitny dyplomata brytyjski urodzony w Polsce.

## Edukacja
W domu rodzinnym Bennich posługiwano się językiem angielskim, w mniejszym stopniu niemieckim, polskim i rosyjskim. Dzięki trosce rodziców Artur biegle władał także greką, łaciną i językiem włoskim. Odebrawszy podstawowe wykształcenie w domu rodzinnym, zaczął uczęszczać do III klasy gimnazjum w Piotrkowie Trybunalskim. Gimnazjum to ukończył w 1854. W wieku piętnastu lat wyjechał do Londynu, gdzie opiekował nim się jeden z braci matki. W Londynie pogłębił edukację i zdobył wykształcenie techniczne. Dzięki koligacjom z rodziną White'ów Artur Benni otrzymał obywatelstwo brytyjskie.

## Działalność socjalistyczna

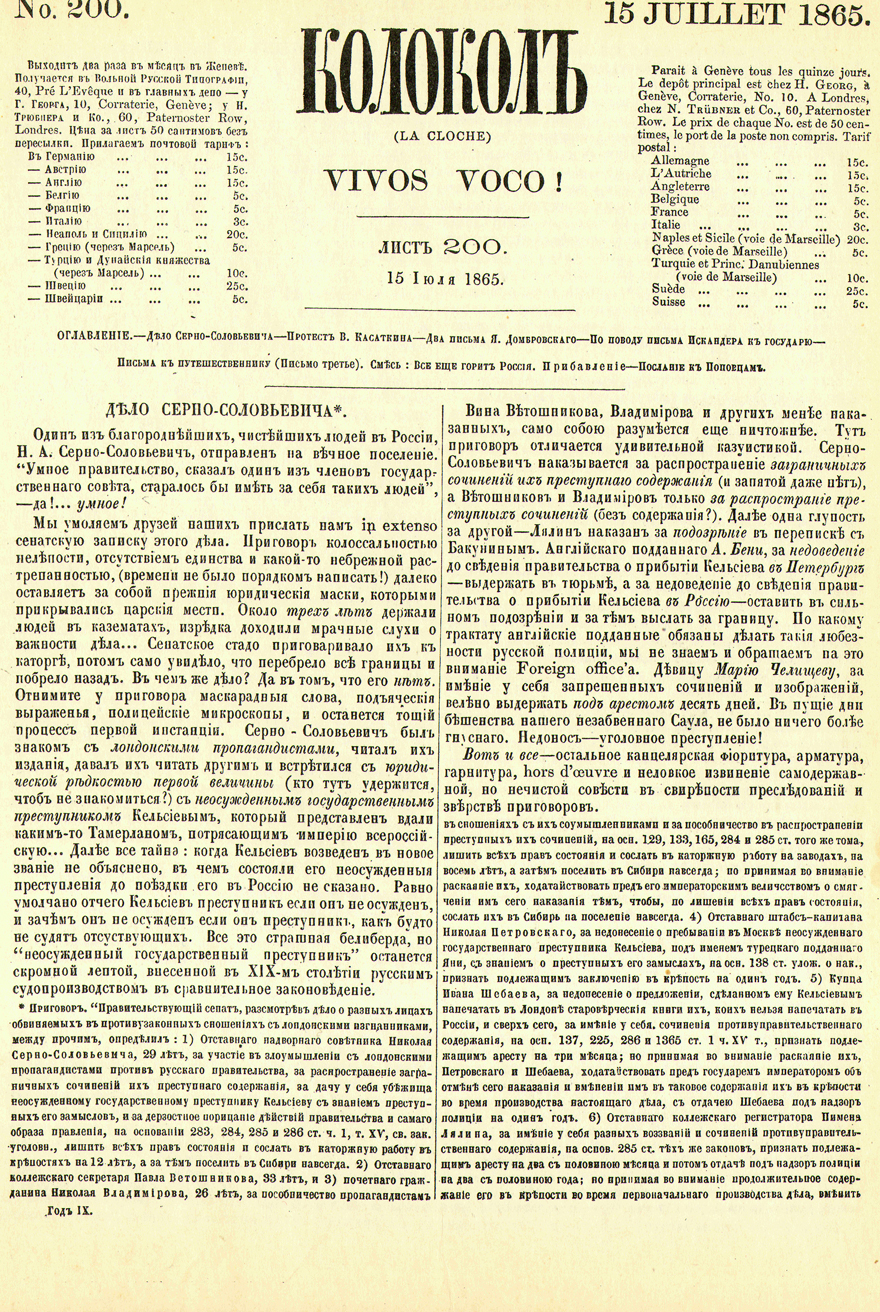
Czasopismo „Колокол” przemycane przez Artura Benniego z Londynu do Rosji

W Wielkiej Brytanii Artur Benni poznał rosyjskich działaczy emigracyjnych Aleksandra I. Hercena (1812–1870), Nikołaja P. Ogariowa (1814–1877), Michaiła A. Bakunina (1814–1876) i zaznajomił się z ich ideami polityczno-społecznymi. W 1861 przyjechał do carskiej Rosji, powodowany pragnieniem uczestnictwa w rewolucji „socjalistycznej”, która by uwolniła naród polski i rosyjski od władzy caratu. Przywiózł wtedy nowy transport czasopisma „Колокол”, wydawanego w Londynie i nielegalnie kolportowanego w Rosji. Zamieszkał w Sankt Petersburgu i swoją działalność w Rosji rozpoczął od zbierania podpisów na napisanym przez siebie piśmie żądającym wprowadzenia demokratycznej konstytucji. Gdy przedsięwzięcie Benniego okazało się beznadziejne, rozpoczął agitację polityczną w Sankt Petersburgu i Moskwie. W stolicy Rosji spotkał się i zaprzyjaźnił z pisarzem i publicystą Nikołajem S. Leskowem (1831–1895), który gościł go w domu przy ul. Wołockiej. Pod jego wpływem zaczął parać się dziennikarstwem. Zadebiutował krótkim artykułem o mormonach, opublikowanym na łamach „Русской Речи”. Po miesięcznym pobycie w Moskwie powrócił do Petersburga, gdzie rozwinął działalność publicystyczną. Publikował artykuły, opowiadania i tłumaczenia m.in.: w „Эпохе”, „Библиотеке для чтения”, „Русском Инвалиде”, „Книжном Вестнике” i „Северной Пчеле”. W tym ostatnim czasopiśmie pełnił rolę redaktora literackiego. Przetłumaczył na język rosyjski poczytną powieść pisarza angielskiego Sir Eduarda G.E. Bulwera, pierwszego barona Lytton (1803–1873) Last Days of Pompei (wyd. polskie: Ostatnie dni Pompejów, Warszawa 1988).

## Działalność rewolucyjna
Artur Benni brał czynny udział w polskim i rosyjskim ruchu rewolucyjnym, współpracując w latach sześćdziesiątych XIX w. z Hercenem. Dwukrotnie udawał się do Królestwa Polskiego pod pozorem „choroby ojca” (choć pretekst ten był rzeczywisty, gdyż ojciec Jan Jakub Benni zmarł 23 stycznia 1863 po długiej i ciężkiej chorobie, dokładnie w dniu wybuchu powstania styczniowego). Po wybuchu powstania Benni na zlecenie polskich władz powstańczych, usiłował doprowadzić do wzmożenia nastrojów rewolucyjnych na terenie Rosji. Z polecenia Hercena organizował drużyny złożone z rosyjskich rewolucjonistów, które miały walczyć o wyzwolenie Polski. W kwietniu 1863 udał się z kilkoma towarzyszami rosyjskimi do Wilna, próbując po drodze pozyskać ochotników do walki partyzanckiej. O swych planach pisał w liście do A. Hercena z 26 marca (7 kwietnia) 1863:
„Z trzy lub cztery dni udaję się wraz z dwoma towarzyszami (lekarzem i oficerem) do Wilna, a stamtąd do najbliższej tzw. »bandy« (szajki) […] Plan nasz polega głównie na tym, by pozostawić po sobie ślad i dać innym możność przyłączenia się do nas […] by w najbliższym, w miarę możliwości, czasie zebrać dokoła siebie dość znaczną ilość ludzi, mniej lub bardziej zdolnych, którzy rzeczywiście mogliby przyjąć miano drużyny rosyjskiej w szeregach polskiego powstania. Taka drużyna stałaby się w pierwszym rzędzie w obozach Polaków najbardziej przekonującym dowodem słuszności tej tezy, że Rosjanie i rząd rosyjski to dwie rzeczy zupełnie różne”.

## Aresztowanie i proces 32
Wiosną 1864 Artur Benni został aresztowany przez policję carską z powodu niezapłaconego weksla. Nim starszy brat Herman, pastor ewangelicki w Tomaszowie Mazowieckim, uregulował dług, postawiono aresztantowi zarzuty o charakterze kryminalnym. W tzw. procesie 32 Benni został oskarżony o działalność antypaństwową, o nielegalne kontakty z rosyjską opozycją emigracyjną, przebywającą w Londynie, a także o zatajenie przed władzami carskimi pobytu wysłannika londyńskiego Wasilija I. Kielsijewa, który przyjechał do Rosji, używając fałszywego (tureckiego) paszportu, i który nocował w petersburskim mieszkaniu Benniego (przy ul. Grochowej 29). Przed sądem Benni otwarcie głosił rewolucyjne i socjalistyczne poglądy, a potem prosił władze carskie o ponowne przyznanie mu obywatelstwa rosyjskiego, aby mógł znajdować się w takim samym położeniu jak jego aresztowani towarzysze, na co władze carskie nie wyraziły zgody, uznając go za prowokatora i szpiega brytyjskiego. Po trzymiesięcznym pobycie w więzieniu Benni został zwolniony i jako poddany korony brytyjskiej zmuszony do wyjazdu z Rosji (w październiku 1865) bez możliwości powrotu do Królestwa Polskiego, gdzie przebywała jego najbliższa rodzina.

## Emigracja

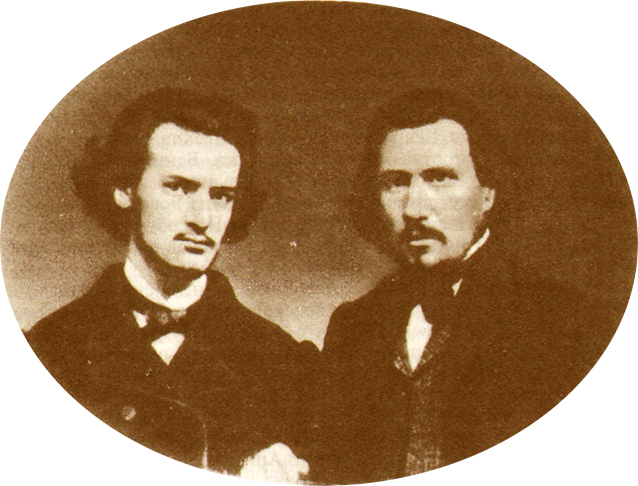
Dwaj przyjaciele Artur Benni i Nikołaj S. Leskow. Fotografia z lat 1861–1862

Artur Benni wyemigrował do Szwajcarii i tam rozpoczął pracę dziennikarską jako korespondent angielskiej gazety „Fortnightly Review”. Na łamach prasy wypowiedział surowe opinie o państwie carskim i uznał, że społeczeństwo rosyjskie dojrzało już do rewolucji socjalistycznej. Benni był zdeklarowanym zwolennikiem zjednoczenia Włoch; tak w artykułach prasowych, jak w działalności politycznej opowiadał się po stronie Giuseppe Garibaldiego (1807–1882), stopniowo stając się jego bliskim współpracownikiem. W 1866 tuż po wybuchu wojny austriacko-włoskiej wstąpił ochotniczo do armii i walczył pod rozkazami Garibaldiego. Brał udział w krwawej bitwie pod Custozą (24 czerwca 1866). Jako korespondent brytyjski uczestniczył też w bitwie pod Mentaną (3 listopada 1867), w której Garibaldczycy ulegli armii papieskiej, wspomaganej przez francuski korpus ekspedycyjny wysłany przez cesarza Napoleona III na pomoc Państwu Kościelnemu. W bitwie tej Benni, przebywający stale w obozie Garibaldczyków, dowodził (na rozkaz Menotti Garibaldiego) 9 pułkiem piechoty i w trakcie działań wojennych został ugodzony pociskiem w prawą dłoń. Z powodu upływu krwi stracił przytomność na polu bitwy i został wzięty do niewoli.

## Ostatnie dni życia

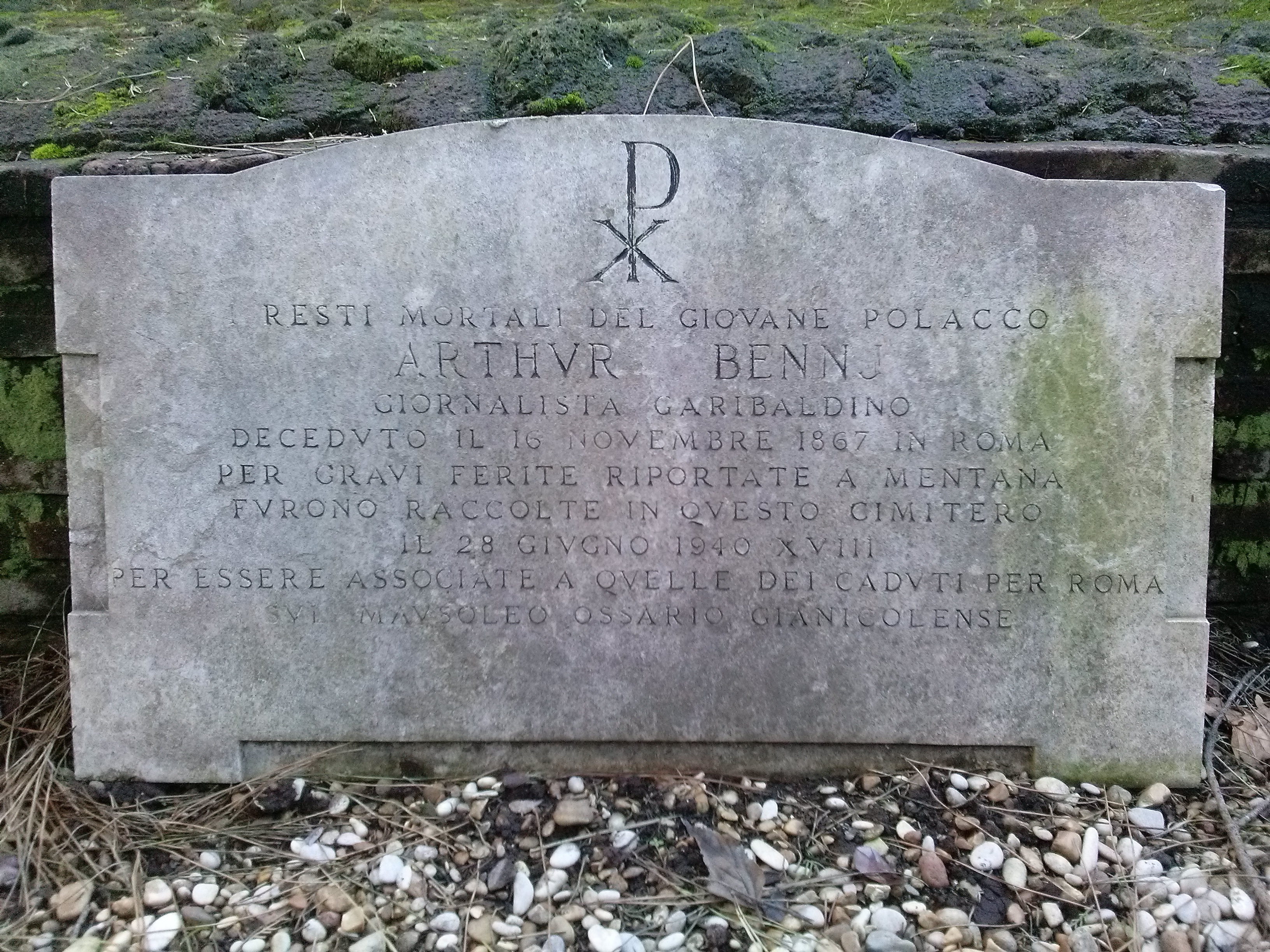
Tablica nagrobkowa Artura Benniego upamiętniająca fakt przeniesienia jego zwłok z cmentarza protestanckiego (niekatolickiego) w Rzymie do ossuarium garibaldczyków na wzgórzu Janikulum (na tablicy błędna data śmierci: 16 listopada 1867 r.)

4 listopada 1867 przewieziono rannych Garibaldczyków (wśród nich także Artura Benniego) do Rzymu i umieszczono pod strażą w szpitalu św. Onufrego. Z powodu złych warunków sanitarnych w niegroźną ranę wdało się zakażenie. Lekarze odjęli Benniemu prawe przedramię, ale nie zdołali uratować mu życia. Zmarł 27 grudnia w rzymskim szpitalu św. Agaty. Pozostawił wdowę, Rosjankę z dobrego moskiewskiego domu, poznaną w Sankt Petersburgu i poślubioną w Szwajcarii (A. Jakobi nazywa ją „госпожа К.”, a Leskow podaje jej inicjały: М.Н.К., dodając w innym miejscu informację, że w środowisku petersburskim nazywano ją „маленькая гражданка”). Przyjechała ona do Rzymu krótko po śmierci męża i uczestniczyła w jego pogrzebie.

## Pogrzeb, ekshumacja i ponowny pochówek w mauzoleum poległych garibaldczyków

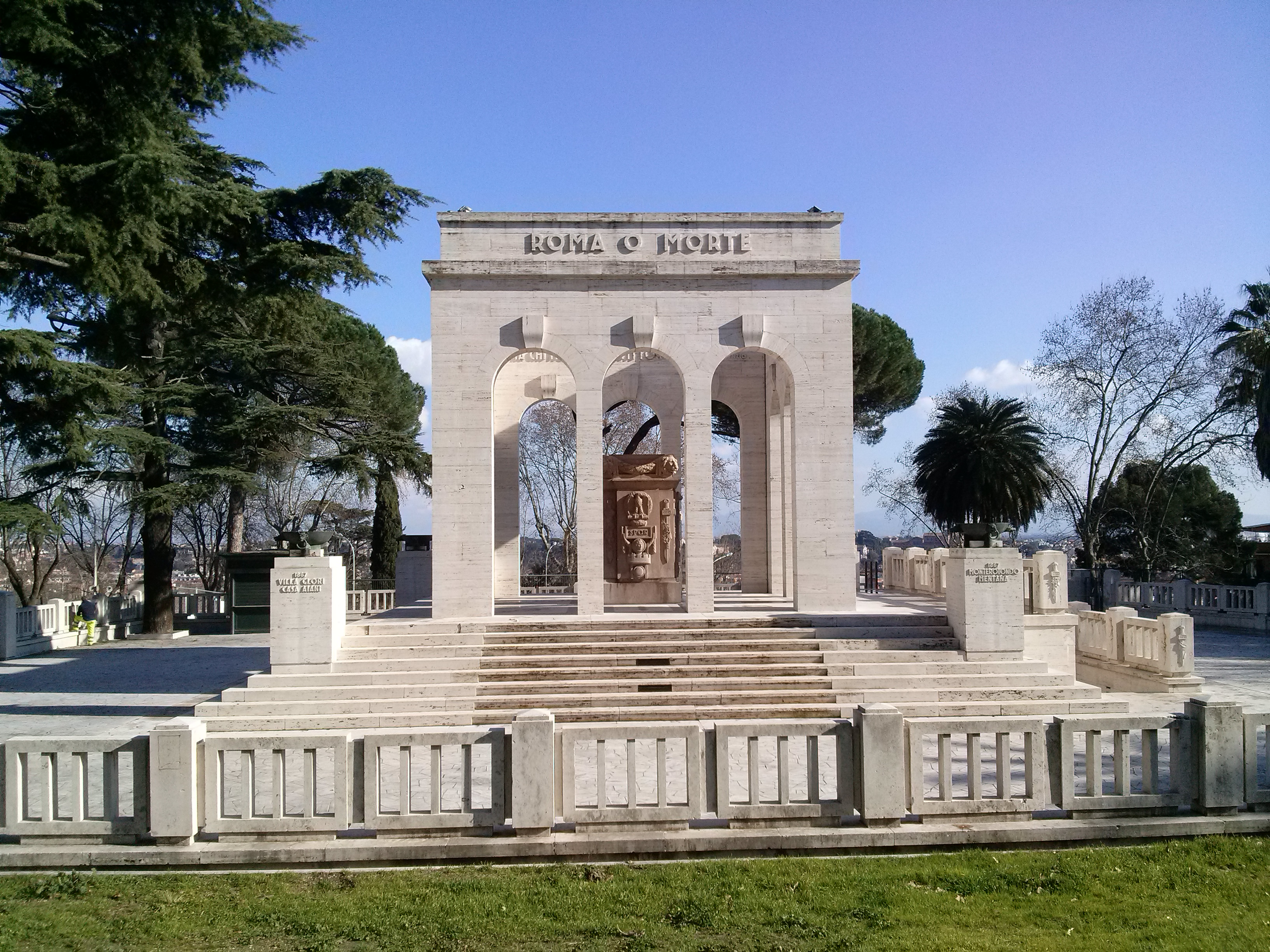
Mauzoleum żołnierzy Garibaldiego na wzgórzu Janikulum w Rzymie i osuarium garibaldczyków poległych walce o Rzym. Tu znajdują się doczesne szczątki Artura Benniego

Artur Benni został pochowany wieczorem 29 grudnia 1867 na cmentarzu niekatolickim (Cimitero Acattolico, dawniej Cimitero Protestante) w Rzymie. Na grobie zmarłego złożono kwiaty białe i czerwone, okraszone zielenią liści. Razem kolory tworzyły jak gdyby trójkolorową flagę włoską.
28 czerwca 1940 prochy Artura Benniego i innych garibaldczyków, poległych w walkach o Rzym, przeniesiono uroczyście na wzgórze Janikulum i umieszczono w mauzoleum (ossarium) żołnierzy Garibaldiego. Fakt przeniesienia zwłok Artura Benniego upamiętniono na prostokątnej, marmurowej tablicy nagrobkowej, umieszczonej przy murze cmentarza niekatolickiego.

## Benni w literaturze rosyjskiej
Zbeletryzowaną, ale wiarygodną biografię Artura Benniego opracował jego rosyjski przyjaciel, znany pisarz Nikołaj S. Leskow, w utworze „Загадочный человекъ” [Tajemniczy człowiek] (1870). Ten sam pisarz przedstawił wcześniej Benniego w powieści pt. „Некуда” [Bez wyjścia] (1863; pierwodruk w czasopiśmie „Библиотека для Чтения” 1864) pod postacią szwajcara Rajnera, jednego z głównych bohaterów tej powieści, który otwarcie nazywał siebie socjalistą, prowadził agitację polityczną i zginął jako jeden z dowódców w polskim powstaniu niepodległościowym, otoczony aureolą prawości i szlachetności. Rehabilitacji Benniego podjął się także pisarz Iwan Turgieniew (1818–1883), który nazwał Benniego człowiekiem uczciwym i stanowczo odrzucił plotkę o jego działalności szpiegowskiej na terenie Rosji. Aleksandra N. Jakobi (1842–1918), znana rosyjska pisarka dziecięca, mieszkająca w Rzymie w 6. dekadzie XIX wieku, w pamiętnikach i artykułach wspomnieniowych (opublikowanych w latach 1870–1909 na łamach prasy rosyjskiej, m.in. w gazecie „Неделя” 1870, nr 21–23) przedstawiła Benniego jako zaangażowanego zwolennika Garibaldiego, uczestniczącego czynnie we włoskim ruchu narodowo-wyzwoleńczym. Opisała też ostatnie dni życia Artura Benniego, którym opiekowała się stale od 5 listopada 1867 do ostatniej minuty jego życia.

## Wybrane artykuły publicystyczne
- Несколько слов о мормонах [Kilka słów o mormonach], „Русская речь”, 1861, nr 61, nr 88. (artykuł podpisany inicjałem nazwiska: Б. [= Benni]).
- Мормонизм и Соединенные Штаты {Mormonizm i Stany Zjednoczone], „Время”, 1861, nr 10, s. 320–355.
- Поскребите русского англомана и вы найдёте татарина, „Северная пчела”, 1862 (artykuł podpisany inicjałami: А.Б. [= Artur Benni])
- Russian Society, „Fortnightly Review”, 1866, t. III, s. 549–567.

## Przekłady z języka angielskiego na język rosyjski
- Charles Dickens – Наш общий друг [Nasz wspólny przyjaciel]. Роман. Перевод Артура Бенни, Библиотека для чтения, Sankt Petersburg 1863.
- Edward Bulwer-Lytton – Последние дни Помпеи [Ostatnie dni Pompejów]. Роман. Перевод Артура Бенни, Sankt Petersburg 1864.